# طفولة إيفان

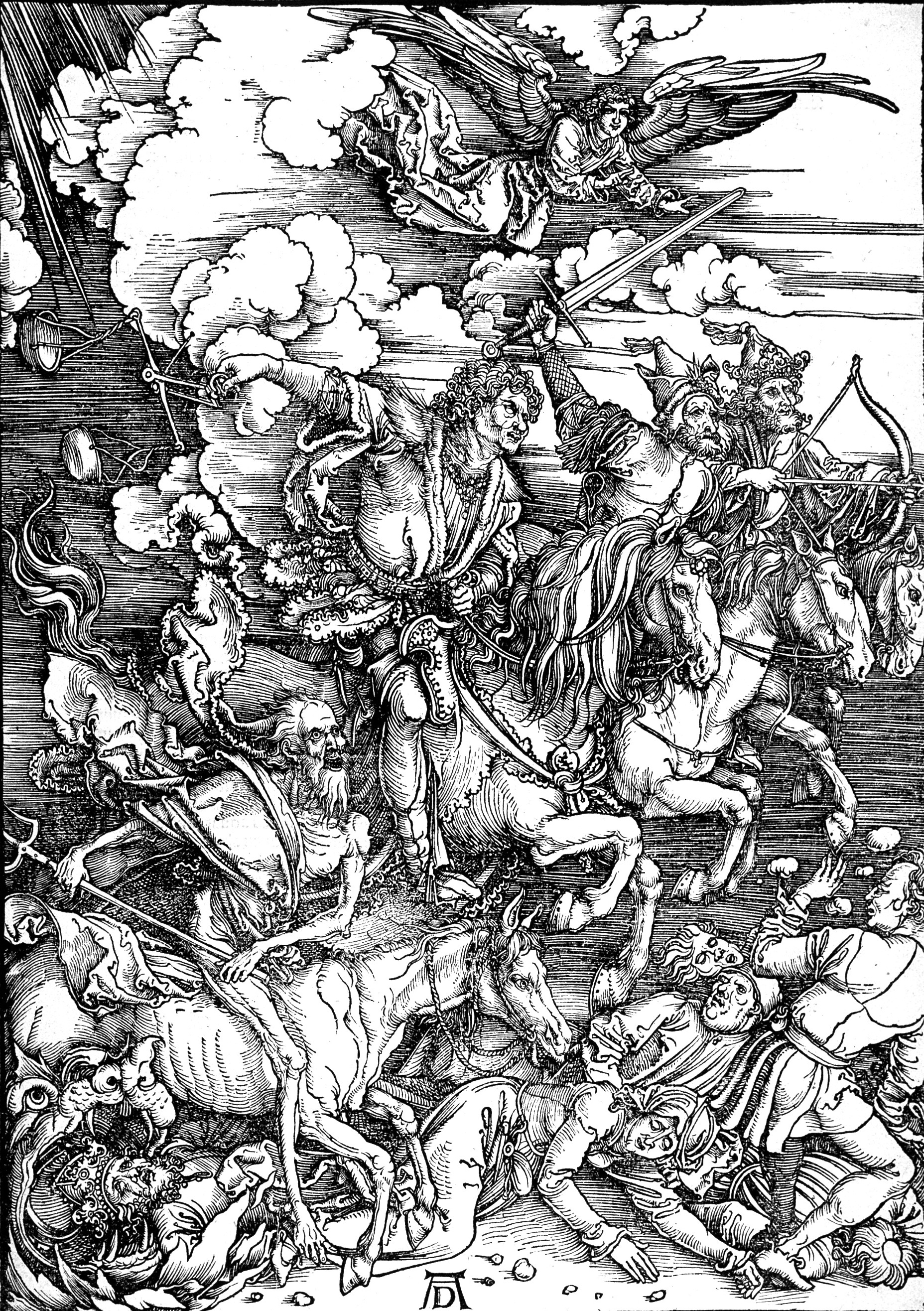

طفولة إيفان (بالروسية: Ива́ново де́тство ، بالحروف اللاتينية:  Ivanovo detstvo)، صدر أحيانًا باسم إسمي إيفان في الولايات المتحدة، وهو تحفة درامية حربية سوفييتية لعام 1962 وهو أول التجارب السينمائية الطويلة للمخرج الأسطوري أندريه تاركوفسكي ويعد الآن من أعظم ما قدمت السينما الروسية والسينما عامة. شارك في كتابته ميخائيل بابافا وأندريه كونشالوفسكي وتاركوفسكي غير المعتمد، وهو مبني على قصة فلاديمير بوجومولوف القصيرة «إيفان» لعام1957.  يصور الفيلم الممثل الطفل نيكولاي بورلييف مع فالنتين زوبكوف، إيفجيني زاريكوف، ستيبان كريلوف، نيكولاي جرينكو، وزوجة تاركوفسكي إيرما راوش.
تحكي قصة طفولة إيفان قصة الصبي اليتيم إيفان، الذي قُتل والداه على يد القوات الألمانية الغازية، وتجاربه خلال الحرب العالمية الثانية. كانت طفولة إيفان واحدة من عدة أفلام سوفيتية في تلك الفترة، مثل البجع يطير للمخرج القدير ميخائيل كلاتوزوف وقصة جندي للمخرج القدير غريغوري تشوخراي، التي نظرت إلى التكلفة البشرية للحرب ولم تمجد تجربة الحرب كما فعلت الأفلام التي تم إنتاجها من قبل. في مقابلة عام 1962، صرح تاركوفسكي أنه أراد في صنع الفيلم «نقل كل كراهيته للحرب»، وأنه اختار الطفولة «لأنها أكثر ما يتناقض مع الحرب».
لقد أكسب تاركوفسكي إشادة من النقاد وجعلته معروفًا دوليًا. حصل الفيلم على جائزة الأسد الذهبي في مهرجان البندقية السينمائي عام 1962 وجائزة البوابة الذهبية في مهرجان سان فرانسيسكو السينمائي الدولي عام 1962. كما تم اختيار الفيلم أيضًا باعتباره الدخول السوفيتي لأفضل فيلم بلغة أجنبية في حفل توزيع جوائز الأوسكار السادس والثلاثين، لم يتم قبوله كمرشح.  صناع أفلام أساطير مثل انغمار بيرغمان وسيرجي باراجانوف وكريستوف كيشلوفسكي أشادوا بالفيلم وقالوأ أن له تأثير على عملهم.

## القصة

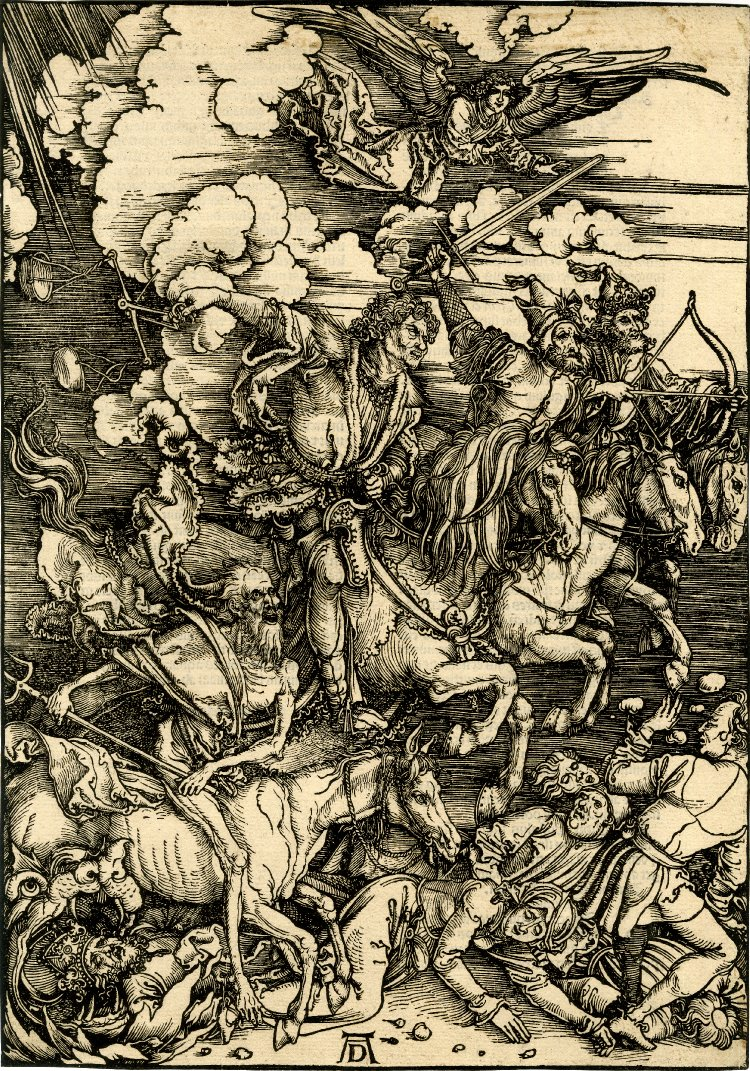
فرسان نهاية العالم الأربعة

تم وضع الفيلم بشكل أساسي في المقدمة خلال الحرب العالمية الثانية، حيث يقاتل الجيش السوفيتي الفيرماخت الألماني الغازي. يتميز الفيلم بحبكة غير خطية مع ذكريات متكررة.
بعد تسلسل الحلم القصير، إيفان بونداريف، صبي روسي يبلغ من العمر 12 عامًا، يستيقظ ويعبر المناظر الطبيعية التي مزقتها الحرب إلى مستنقع، ثم يسبح عبر النهر. على الجانب الآخر، قبض عليه جنود روس وأحضروه إلى الملازم الشاب غالتسيف الذي يستجوبه. يصر الصبي على أن يتصل بـ «رقم 51 في المقر» ويبلغ عن وجوده. كان غالتسيف مترددًا، ولكن عندما أجرى المكالمة في النهاية، أخبره المقدم غريزنوف أن يعطي الصبي قلمًا وورقة ليقدم تقريره، والذي سيعطى الأولوية القصوى، وأن يعامله جيدًا. من خلال سلسلة من متواليات الأحلام والمحادثات بين شخصيات مختلفة، تم الكشف عن أن والدة إيفان وأخته (وربما والده، أحد حرس الحدود) قُتلا على يد جنود ألمان. هرب وانضم إلى مجموعة من الثوار. عندما كانت المجموعة محاصرة، وضعوه على متن طائرة. بعد الهروب، تم إرساله إلى مدرسة داخلية، لكنه هرب وانضم إلى وحدة من الجيش تحت قيادة غريزنوف.
يحترق إيفان من أجل الانتقام، ويصر على القتال في الخطوط الأمامية. الاستفادة من صغر حجمه، وهو ناجح في مهام الاستطلاع. غريزنوف والجنود الآخرون به ويريدون إرساله إلى مدرسة عسكرية. لقد تخلوا عن فكرتهم عندما يحاول إيفان الهرب وإعادة الانضمام إلى الثوار. إنه مصمم على الانتقام لمقتل عائلته وآخرين، مثل أولئك الذين قتلوا في معسكر الإبادة في مالي تروستينيتس (الذي ذكر أنه رآه).
تتضمن الحبكة الفرعية الكابتن خولين وتطوراته العدوانية نحو ممرضة عسكرية جميلة، ماشا، ومشاعر جالتسيف غير المعلنة وربما المشتركة معها. يتم وضع جزء كبير من الفيلم في غرفة حيث ينتظر الضباط الأوامر ويتحدثون، بينما ينتظر إيفان مهمته التالية. على الجدران مخدوشة آخر رسائل سجناء الألمان المحكوم عليهم بالفشل.
أخيرًا، عبور كولين وجالتسيف إيفان عبر النهر في وقت متأخر من الليل. يختفي عبر غابة المستنقعات. يعود الآخرون إلى الشاطئ الآخر بعد قطع جثث اثنين من الكشافة السوفيتية شنقهم الألمان.
ثم تتحول المشاهد الأخيرة إلى برلين تحت الاحتلال السوفيتي بعد سقوط الرايخ الثالث. قُتل النقيب خولين في المعركة. وجد جالتسيف وثيقة تظهر أن الألمان قبضوا على إيفان وشنقوه. عندما يدخل غالتسيف غرفة الإعدام، تظهر الفلاش باك الأخير لطفولة إيفان الصبي الصغير يركض عبر الشاطئ خلف فتاة صغيرة في أوقات أسعد. الصورة النهائية لشجرة ميتة على الشاطئ.

## آراء النقاد
كان طفولة إيفان واحدة من أكثر أفلام تاركوفسكي نجاحًا تجاريًا، حيث بيعت 16.7 مليون تذكرة في الاتحاد السوفيتي.  كان تاركوفسكي نفسه مستاءً من بعض جوانب الفيلم. في كتابه النحت في الزمن، يكتب بإسهاب عن التغييرات الطفيفة في بعض المشاهد التي يأسف لعدم تنفيذها.
ومع ذلك، حصل الفيلم على العديد من الجوائز والإشادة الدولية عند صدوره، وفاز بجائزة الأسد الذهبي في مهرجان البندقية السينمائي. لقد جذب انتباه العديد من المثقفين، بمن فيهم أسطورة الفلسفة السينمائية إنجمار بيرجمان الذي قال: «كان اكتشافي للفيلم الأول لتاركوفسكي بمثابة معجزة. وفجأة، وجدت نفسي أقف عند باب غرفة لم يتم تسليم مفاتيحها حتى ذلك الحين. بالنسبة لي. كانت غرفة كنت أرغب دائمًا في الدخول إليها ويتحرك فيها بحرية وراحة تامة».
كتب جان بول سارتر مقالًا عن الفيلم، دافع فيه عن مقال شديد النقد في صحيفة لونيتا الإيطالية كتبه ألبرتو مورافيا وقال إنه من أجمل الأفلام التي شاهدها على الإطلاق.  في مقابلة لاحقة، اعترف تاركوفسكي (الذي لم يعتبر الفيلم من بين أفضل أعماله) بموافقته على انتقادات مورافيا في ذلك الوقت، ووجد أن دفاع سارتر «فلسفي للغاية ومضارب».  السينمائيين سيرغي بارايانوف وكريستوف كيشلوفسكي أشادوا بالفيلم، واستشهدوا على أن الفيلم له تأثير على عملهم.
طفولة إيفان لديه شعبية بنسبة 100٪ على مراجعة مجمع موقع الطماطم الفاسدة، يعتمد على 24 مشاركات.

## وصلات خارجية
طفولة إيفان على الطامطم الفاسدة
طفولة إيفان على قاعدة بيانات الأفلام على الإنترنت